# Rungia
Rungia es un género de plantas fanerógamas perteneciente a la familia Acanthaceae. El género tiene 97 especies de plantas herbáceas descritas y de estas solo 10 aceptadas.

## Taxonomía
El género fue descrito por  Claus Baden y publicado en Plantae Asiaticae Rariores 3: 77, 109. 1832. La especie tipo no ha sido designada.

## Especies aceptadas
- Rungia axilliflora H.S. Lo
- Rungia bisaccata D. Fang & H.S. Lo
- Rungia grandis T.Anderson
- Rungia guangxiensis H.S. Lo & D. Fang
- Rungia longipes D. Fang & H.S. Lo
- Rungia napoensis D. Fang & H.S. Lo
- Rungia paxiana (Lindau) C.B. Clarke
- Rungia pectinata (L.) Nees
- Rungia pungens D. Fang & H.S. Lo
- Rungia repens (L.) Nees